# 양승진
양승진(梁承津, 1987년 4월 19일 ~ )은 투수이다.
2006년 2차 2순위 지명을 받아 류현진과 같이 입단했으나 탄탄대로를 걸어 온 류현진과 달리 2007년까지 2군을 전전했고 2008년과 2009년에 1군에 아주 잠깐 올라왔다. 2010년 제구난을 겪어 2군으로 내려간 안영명을 대신하여 선발로도 활동을 시작했다. 2010년 5월 8일 넥센전에서 데뷔 선발승을 거두었다.
2011년 7월 11일 투수 김광수를 상대로 유원상과 함께 LG 트윈스에 트레이드되었고, 주로 원포인트 릴리프로 등판한다.
2012년 시즌 후 공익근무요원 복무를 하였다.
2014년 시즌 후 제대하였다.

## 출신학교
- 서울삼전초등학교
- 춘천중학교
- 춘천고등학교

## 참조
1. ↑  KBO (2009년 3월 10일). 《한국 프로야구 기록대백과》 제4판. 392쪽.
2. ↑  양승진, 한화의 새로운 희망으로 떠오르다[깨진 링크(과거 내용 찾기)] - 스포츠서울